# جیسون بهر
جیسون بهر (انگلیسی: Jason Behr؛ زادهٔ ۳۰ دسامبر ۱۹۷۳) یک هنرپیشه اهل ایالات متحده آمریکا است.
از فیلم‌ها یا برنامه‌های تلویزیونی که وی در آن نقش داشته است می‌توان به کینه اشاره کرد.